# Іван Франко (монета)
«Іва́н Франко́» — ювілейна монета номіналом 2 гривні, випущена Національним банком України. Присвячена 150-річчю від дня народження Івана Франка — видатного українського письменника, публіциста, громадсько-політичного діяча, доктора філософії. Його талант митця не обмежувався національними рамками, він писав українською, польською, німецькою мовами. Поезія, проза, драматургія, наукові праці, журналістика — всюди Іван Франко сягав вершин. Його внесок у розвиток української публіцистики, літературознавства і театрознавства, фольклористики і етнографії неоціненний.
Монету введено в обіг 23 серпня 2006 року. Вона належить до серії «Видатні особистості України».

## Опис та характеристики монети
| Номінал грн. | Метал      | Маса, грам | Діаметр, мм. | Якість виготовлення       | Гурт     | Тираж, штук |
| ------------ | ---------- | ---------- | ------------ | ------------------------- | -------- | ----------- |
| 2            | нейзильбер | 12,8       | 31           | спеціальний анциркулейтед | рифлений | 45 000      |

### Аверс
На аверсі угорі (ліворуч) зображено малий Державний Герб України, у центрі — каменяра, що розколює скелю, під ним — рік карбування монети — «2006», по колу розміщено написи: «НАЦІОНАЛЬНИЙ БАНК УКРАЇНИ» (угорі), «ДВІ ГРИВНІ» (унизу) та логотип Монетного двору Національного банку України

### Реверс
На реверсі зображено портрет Івана Франка, ліворуч і праворуч від якого уламки кам'яної скелі, та розміщено написи: «ІВАН ФРАНКО» (ліворуч) і роки життя — «1856/ 1916» (праворуч).

## Автори

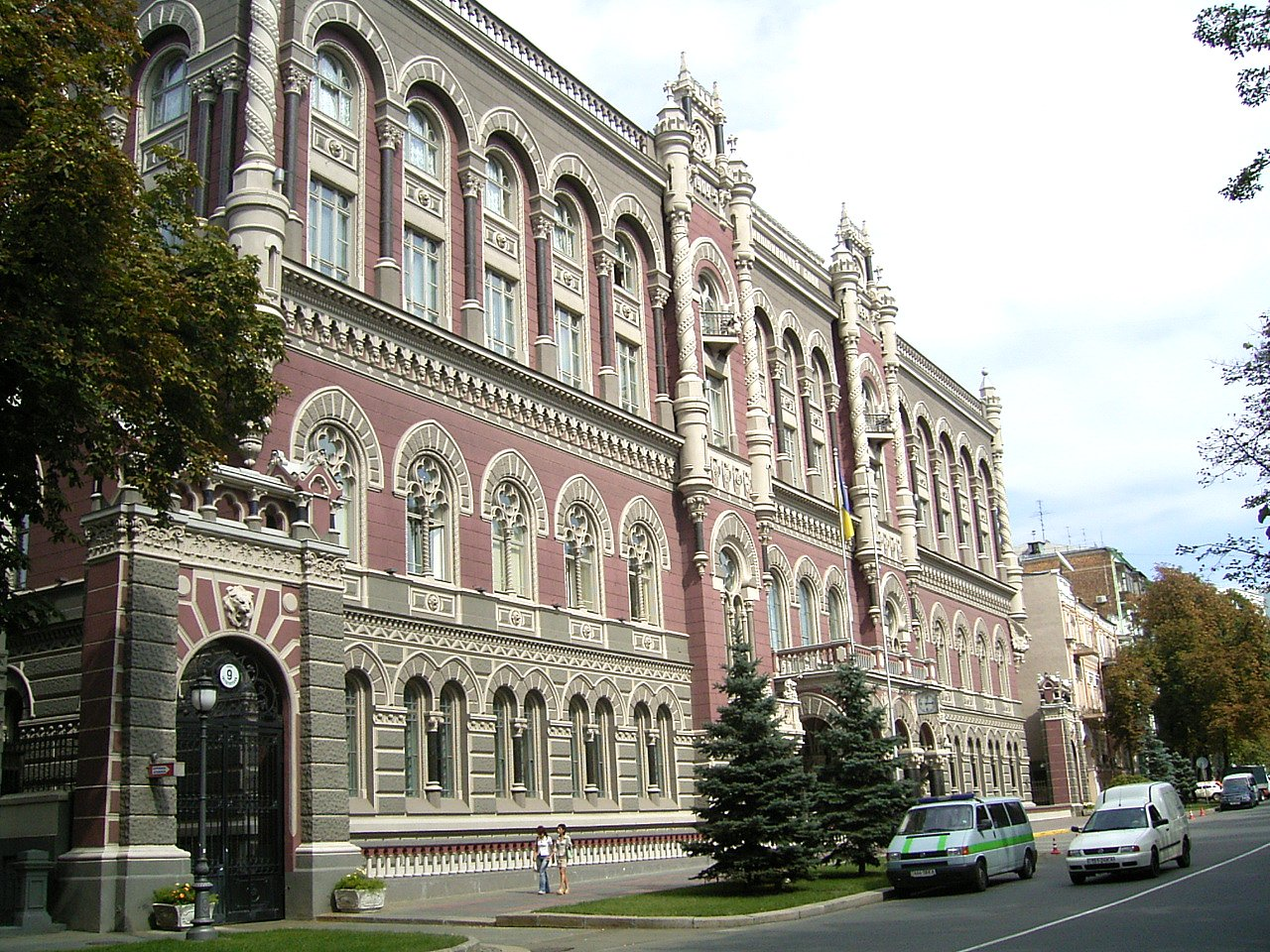
Будівля Національного банку України

- Художник — Чайковський Роман.
- Скульптор — Чайковський Роман.

## Вартість монети
Ціна монети — 15 гривень, була зазначена на сайті Національного банку України 2011 року.
Фактична приблизна вартість монети з роками змінювалася так:
| Рік        | 2010 | 2011 | 2012 | 2013 | 2014 | 2015 | 2016 | 2017 | 2018 | 2019 | 2020 | 2021 | 2022 | 2023 | 2024 | 2025 |
| ---------- | ---- | ---- | ---- | ---- | ---- | ---- | ---- | ---- | ---- | ---- | ---- | ---- | ---- | ---- | ---- | ---- |
| Ціна, грн. | 17   | 20   | 20   | 20   | 25   | 30   | 40   | 40   | 50   | 55   | 60   | 65   | 70   | 125  | 155  | 180  |